# Дебора Чарльсворт
Дебора Чарльсворт (англ. Deborah Charlesworth, уроджена Молтбі; народилася 13 березня 1943) — британська популяційна генетикиня, знана завдяки своїм визначним дослідженням у галузі популяційної генетики та еволюційної біології. Її наукові інтереси зосереджені передусім на еволюції рекомбінації, статевих хромосом і системах спарювання у рослин.

## Раннє життя та освіта
Чарльсворт виросла в передмісті Лондона, змалку виявляючи глибоку зацікавленість навколишнім світом природи. Хоча її початкова освіта була пов’язана з біохімією, з самого початку в її дослідженнях важливе місце посідала генетична варіація.
1968 року вона здобула ступінь доктора у Кембриджському університеті. Її докторська дисертація була присвячена кількісній генетиці мишей і, зокрема, вивченню рівня генетичної варіабельності концентрації глюкози в крові у природних штамів.

## Дослідницька кар'єра
Після здобуття ступеня вона продовжила дослідження як наукова співробітниця з генетики людини в Кембриджі та в Чиказькому університеті, займаючись варіаціями амінокислот у гемоглобінах у різних людських популяціях. Її інтерес до еволюційної біології посилився завдяки співпраці з майбутнім чоловіком, еволюційним біологом Браяном Чарльсвортом, з яким вона працювала, зокрема, над дослідженнями мімікрії та швидкості рекомбінації, що спонукало її повністю зосередитися на питаннях еволюції.
Чарльсворт продовжувала наукову діяльність у Чиказькому, Ліверпульському та Сассекському університетах, де працював Браян Чарльсворт. Внаслідок цього вона часто змушена була займатися дослідженнями без стабільного фінансування. Її науковим наставником у Кембриджі був відомий біохімік і гематолог Герман Леманн.
1988 року, у 45-річному віці, Чарльсворт отримала свою першу офіційну академічну посаду — викладачки в Чиказькому університеті, де працювала до 1997 року. На той момент вона вже мала у своєму доробку приблизно 50 наукових публікацій. Згодом її було запрошено до Единбурзького університету на професорську дослідницьку стипендію, де вона продовжила наукову роботу.
Чарльсворт найбільше відома своїми дослідженнями еволюції генетичної само несумісності у рослин. Вона визнана однією з провідних світових спеціалісток у цій галузі. Згідно з Web of Science, вона опублікувала понад 300 статей у рецензованих наукових журналах, які були процитовані понад 10 000 разів, а її h-індекс становить 53.
З 1967 року Чарльсворт перебуває у шлюбі з Браяном Чарльсвортом, з яким вона тісно співпрацює у сфері популяційної генетики.
З 1967 року вона одружена з британським біологом-еволюціонером Браяном Чарльзвортом, з яким вона зрештою працювала в галузі популяційної генетики. 

## Нагороди та почесні відзнаки
Серед численних наукових відзнак Чарльсворт: обрання до Единбурзького королівського товариства  2001 року та до Лондонського Королівського товариства (FRS)  2005 року.  2011 року вона була удостоєна премії з молекулярної екології, а  2019 року — медалі Генетичного товариства. У січні 2020 року Товариство вивчення еволюції відзначило її премією за життєві досягнення. 2022 року Чарльсворт було обрано до Національної академії наук США.

## Вибрані публікації
- Чарльсворт, Д., Райт, С.І. (2001) Системи розмноження та еволюція геному. Сучасна думка в генетиці та розвитку 11, 685–690.
- Джеспер С. Бексгаард, Вінсент Кастрік, Дебора Чарльсворт, Ксав’єр Векеманс, Міккель Х. Шируп. 2006 рік. Перехід до само сумісності в Arabidopsis thaliana та еволюція в межах S-гаплотипів протягом 10 мільйонів років. Молекулярна біологія та еволюція 23: 1741–1750.
- Ашер Д. Каттер, Скотт Е. Берд та Дебора Чарльсворт. 2006 Закономірності нуклеотидного поліморфізму та розпад нерівноваги зчеплення в диких популяціях Caenorhabditis remanei. Генетика 174: 901–913.
- Берджеро, Р., А. Форрест, Е. Камау та Д. Чарльсворт. 2007 рік. Еволюційні стратифікації на Х-хромосомах дводомної рослини Silene latifolia: дані нових генів, зчеплених зі статтю. Генетика 175:1945-1954.
- Д. Чарльсворт, 2006. Балансування відбору та його вплив на послідовності в сусідніх регіонах геному. PLoS Генетика 2: e64 DOI: 10.1371/journal.pgen.0020064.
- С. Цю, Р. Бергеро, А. Форрест, В. Кайзер, Д. Чарльсворт, 2010. Нуклеотидна різноманітність в аутосомних та зчеплених зі статтю генах Silene latifolia. Праці Королівського товариства. 277: 3283-3290 (doi:10.1098/rspb.2010.0606).
- Бергеро, Р. та Д. Чарльсворт, 2011 Збереження Y-транскриптома в системі статевих хромосом рослин віком 10 млн років. Поточна біологія 21: 1470–1474.
- Джордан, К. та Д. Чарльсворт, 2012 Потенціал для сексуально антагоністичного поліморфізму в різних регіонах геному. Еволюція 66: 505–516. DOI: 10.1111/j.1558-5646.2011.01448.x [16]